# پریویل (آلاباما)
پریویل (به انگلیسی: Perryville) یک منطقهٔ مسکونی در ایالات متحده آمریکا است که در آلاباما واقع شده‌است. پریویل ۱۲۰٫۰۹ متر بالاتر از سطح دریا واقع شده‌است.